# Levier
Levier là một xã của tỉnh Doubs, thuộc vùng Bourgogne-Franche-Comté, miền đông nước Pháp.

## Dân số
| 1962 | 1968 | 1975 | 1982 | 1990 | 1999 | 2005 | 2008 |
| ---- | ---- | ---- | ---- | ---- | ---- | ---- | ---- |
| 1332 | 1395 | 1446 | 1619 | 1785 | 1700 | 1881 | 2032 |